# DNA 회전효소 억제제
국소이성질화효소 억제제, 토포아이소머레이스 억제제(topoisomerase inhibitors) 등으로도 불리는 DNA 회전효소 억제제는 DNA 회전효소의 작용을 억제하는 화합물들로, DNA 회전효소는 크게 제1형 DNA 회전효소(TopI)와 제2형 DNA 회전효소(TopII)로 나누어진다. DNA 회전효소는 세포의 복제와 DNA 조직화에 있어서 중요한 역할을 하는데, 이는 DNA 회전효소가 진핵세포에서 단일 가닥과 이중 가닥 DNA를 절단하는 과정을 매개하여 과도하게 꼬인 DNA의 초나선(supercoil) 구조를 덜 꼬이게 하거나, 두 개 이상의 거대고리가 얽혀 있는 카테네인 구조을 풀거나, 염색체를 응축하는 역할을 하기 때문이다. DNA 회전효소 억제제는 이렇게 필수적인 세포 내 반응들에 영향을 미친다. 개중에는 DNA 회전효소가 DNA 수선을 하지 못하도록 하거나, DNA 회전효소-DNA 복합체에 작용하여 DNA 회전효소의 재접합(re-ligation) 단계를 억제하는 경우들이 있다. DNA 회전효소-DNA-억제제 복합체는 세포독성 약제로서, 수선되지 않은 단일 가닥 또는 이중 가닥 DNA는 파괴되면서 세포자멸사를 유발하여 세포를 사망에 이르게 할 수 있기 때문이다. 세포자멸사를 유도할 수 있는 능력으로 인해, DNA 회전효소 억제제는 감염성 또는 종양성 세포에 대항할 수 있는 치료제로서 관심을 끌게 되었다.

## 역사
1940년대 들어 앨버트 샤츠(Albert Schatz), 셀먼 왁스먼(Selman Waksman), H. 보이드 우드러프(H. Boyd Woodruff) 등의 연구자들은 새로운 항생제를 찾아내는 데에 몰두하며 항생제 분야에 커다란 진보를 이끌었다. 20세기 중후반 항생제와 항암제를 찾아내기 위한 연구에서는 여러 가지 독특한 TopI과 TopII 억제제 약물들을 찾아내었는데, 가령 1960년대에는 캄토테신, 안트라사이클린, 에피포도필록톡신 계열 약물을 발견하였다. 최초로 DNA 회전효소 억제제에 대해 알아내고, 이 약물들이 항암제와 항생제로 쓰일 가능성이 있단 것을 밝힌 뒤에야 1971년 짐 왕(Jim Wang)이 DNA 회전효소를 처음으로 발견하였다. 1976년에는 겔러트(Gellert) 등이 세균 TopII의 한 종류인 DNA 자이레이스를 발견했으며, 쿠마린이나 퀴놀론 계열 약물에 도입했을 때 DNA 자이레이스가 억제된단 것을 밝혀내며 DNA 회전효소를 표적으로 하는 항생제와 항암제에 더 커다란 관심을 불러 일으켰다. DNA 회전효소 억제제는 실험의 도구로 응용되어 일부 DNA 회전효소의 발견에 기여하기도 했는데, 가령 퀴놀론 계열 약물인 날리딕스산은 날리딕스산이 결합하는 세균의 TopII 단백질을 밝히는 데에 도움이 되었다. DNA 회전효소 억제제 계열 약물은 여러 가지 서로 다른 기원을 가지고 있다. 가령 캄토테신, 에토포사이드 등은 식물에서 처음 추출되었다. 독소루비신, 인돌로카바졸은 세균 표본에서 분리된 약물이다. 퀴놀론이나 인데노아이소퀴놀린과 같이 순수하게 인공적으로 합성된 경우도 존재하며, 일부는 우연히 합성된 경우도 있다. 이러한 초기의 발견이 이루어진 뒤, DNA 회전효소 억제제 계열 약물들의 구조를 미세 조정하여 더 안전하고 효과적이며 투여하기 쉬운 유도체들이 개발되었다. 현재 DNA 회전효소 억제제는 항생제와 항암제로 널리 사용되며 굳건한 입지를 지키고 있는데, 안트라사이클린 계열의 TopII 억제제인 독소루비신,, 마찬가지로 TopII 억제제인 에토포사이드, 플루오로퀴놀론 계열의 TopII 억제제인 시프로플록사신, 캄토테신 유도체이며 TopI 억제제인 이리노테칸 등은 모두 2019년 WHO 필수 의약품 목록에 등재되어 있다.

## TopI 억제제

### 작용 기전
제1형 DNA 회전효소 억제제, 즉 TopI은 DNA 복제와 전사 과정 중 만들어지는 DNA 초나선 구조의 꼬임을 완화하는 역할을 한다. 정상적인 상황에서 TopI은 DNA 골격 구조를 공격하여 일시적인 TopI-DNA 중간체를 형성한다. 이 중간체는 나선의 축을 중심으로 절단된 DNA 가닥이 회전하도록 만든다. 그 뒤 TopI은 절단된 가닥을 다시 접합시켜 이중 DNA(duplex DNA)를 재생성한다. TopI 억제제는 절단되기 쉬운 중간체가 안정화되면서 DNA의 재접합을 막고, DNA 가닥이 치명적으로 파괴되도록 유도한다. 캄토테신에서 유도된 TopI 억제제는 TopI-DNA와 셋이서 복합체를 형성하여 기능하는데, 복합체의 평평한 구조로 인해 염기쌍 사이에 복합체가 쌓일 수 있게 된다. 정상 세포는 이 안정화된 복합체의 제거를 개시할 수 있도록 하는 여러 개의 DNA 체크포인트를 가지고 있으며, 따라서 정상세포의 사멸이 예방된다. 그러나 암세포는 일반적으로 이러한 체크포인트들이 비활성화되어 있어 TopI 억제제에 의해 암세포만이 선택적으로 영향을 받게 된다. 인데노아이소퀴놀린이나 인돌로카바졸 같은 캄토테신 유도 약제가 아닌 약물들은 TopI 그 자체에 기능하는데, 캄토테신에 대한 내성을 유발하는 잔기와 수소 결합을 형성한다. 또한 인데노아이소퀴놀린과 인돌로카바졸은 캄토테신과 달리 락톤 고리를 가지고 있지 않은데, 따라서 화학적으로 보다 안정하며 생리적 환경의 pH에서 가수분해에 덜 취약하게 된다.

### 항암제

#### 캄토테신
캄토테신(CPT)은 중국 남부에 자생하는 나무인 희수나무(Camptotheca acuminata)에서 처음 추출되었다. 1950년대 후반에 미국 농무부(USDA)가 주도했던 코르티손 전구물질 연구에서 처음 분리되었으며, 캄토테신의 항암 활성에 관해서는 국립 항암화학요법 서비스 센터(Cancer Chemotherapy National Service Center)의 존 하트웰(John Hartwell) 박사와 그의 팀에서 1960년대 초반 연구하였다. 1970년대에는 캄토테신을 나트륨 염으로 변환하여 용해도를 올리고자 하는 임상시험이 진행되었으나, 임상시험의 결과는 독성으로 인해 그리 좋지 못하였다. 1985년 샹(Hsaing) 등이 DNA 회전효소 완화 분석(topoisomerase relaxation assays)을 통해 캄토테신의 항암 능력은 TopI 억제 활성 때문이라는 것을 처음으로 추론해냈다. 쿠시먼(Cushman) 등은 2000년, 캄토테신과 캄토테신이 아닌 TopI 억제제인 인데노아이소퀴놀론을 이용한 실험에서 DNA의 풀림이 관찰되지 않았다는 것을 근거로 이 약물들이 DNA 삽입 기전으로 작용하지 않을 가능성이 있다고 주장하기도 하였다. 그러나 X선결정학에 기반한 모델을 통해 TopI 억제제가 DNA 삽입을 일으키는 것을 시각화할 수 있게 되면서 이 가설은 반증되었다.